# خوالتش
خوالتش (به چکی: Chvaleč) یک منطقهٔ مسکونی در جمهوری چک است که در منطقه تروتنوف واقع شده‌است.